# پتر ناومان
پتر ناومان (آلمانی: Peter Naumann؛ زادهٔ ۱۲ اکتبر ۱۹۴۱) قایقران قایق بادبانی اهل آلمان است.